# Гонзага (Бразилия)
Гонзага (порт. Gonzaga) — муниципалитет в Бразилии, входит в штат Минас-Жерайс. Составная часть мезорегиона Вали-ду-Риу-Доси. Входит в экономико-статистический микрорегион Гуаньяйнс. Население составляет 5380 человек на 2006 год. Занимает площадь 210,673 км². Плотность населения — 25,5 чел./км².

## История
Город основан 30 декабря 1962 года.

## Статистика
- Валовой внутренний продукт на 2003 год составляет 11 279 426,00 реалов (данные: Бразильский институт географии и статистики).
- Валовой внутренний продукт на душу населения на 2003 год составляет 2038,57 реалов (данные: Бразильский институт географии и статистики).
- Индекс развития человеческого потенциала на 2000 год составляет 0,646 (данные: Программа развития ООН).